# EPF - École d'ingénieurs
L'EPF - École d'ingénieurs (anteriormente École polytechnique féminine) é uma escola de engenharia francesa fundada em 1925.
A escola forma engenheiros com perfil multidisciplinar, atuando em todos os setores da indústria e serviços. Cada turma é composta por aproximadamente 350 alunos do ensino geral, ciclos de dupla graduação e alunos de aprendizagem.
Localizada em Cachan, bem como em Troyes desde 2010 e em Montpellier desde 2012, a EPF é uma instituição de ensino superior privada de interesse geral reconhecida pelo Estado. A escola é membro da União das Grandes Écoles Independentes (UGEI).
A EPF foi criada em 1994 a partir da antiga École polytechnique féminine (que nunca esteve ligada à Escola Politécnica) fundada em 1925 por Marie-Louise Paris.

## Graduados famosos
- Astrid Guyart, uma esgrimista francesa, medalhista olímpica